# Haptoncus mundus
Haptoncus mundus är en skalbaggsart som beskrevs av Sharp 1878. Haptoncus mundus ingår i släktet Haptoncus och familjen glansbaggar. Inga underarter finns listade i Catalogue of Life.